# Djurgården Hockey 1930/1931
Djurgården spelade i Elitserien i ishockey 1930/1931. Djurgården som slutade sexa i Elitserien och åkte ur semifinal i SM-tävlingen.

## Matcher
1. 23 januari 1931: Hammarby IF (b) 0-1 (ES)
2. 27 februari 1931: Nacka HK (h) 2 - 1 SM, första omgången
3. 19 februari 1931: Nacka HK (b) 0 - 2 (ES)
4. 3 mars 1931: Hammarby IF (h) 1 - 2 (SM-semifinal)
5. 6 mars 1931: AIK (b) 1 - 1 (ES)
6. 9 mars 1931: Södertälje SK (h) 0 - 1 (ES)
7. 11 mars 1931: IK Göta (b) 0 - 1 (ES)
8. 17 mars 1931: Karlbergs BK (h) 1 - 0 (ES)